# Lord przewodniczący Rady
Lord przewodniczący Rady (ang. Lord President of the Council) – stanowisko istniejące w systemie politycznym Wielkiej Brytanii. Zajmująca je osoba zaliczana jest do tak zwanych wielkich urzędników państwowych i zajmuje wśród nich czwartą pozycję, przy czym obecnie ma to znaczenie wyłącznie honorowe.

## Charakterystyka

### Historycznie
Historycznie zadaniem lorda przewodniczącego Rady była organizacja prac Tajnej Rady, będącej najważniejszym organem doradczym monarchy. W toku ewolucji systemu politycznego Tajna Rada straciła swoje znaczenie, przede wszystkim na rzecz gabinetu, formalnie będącego komitetem Rady. Tym samym rola lorda przewodniczącego stawała się coraz bardziej ceremonialną i pozbawioną realnego znaczenia.

### Współcześnie
Współcześnie urząd lorda przewodniczącego jest wykorzystywany głównie do tego, aby umożliwić zasiadanie w gabinecie i pobieranie ministerialnej pensji osobie, której podstawowe stanowisko nie daje takiego statusu, na przykład przewodniczącemu Izby Lordów lub Izby Gmin (podobną funkcję ma, między innymi, teka kanclerza Księstwa Lancaster).

## Lista lordów przewodniczących Rady
- 1530–1545: Charles Brandon, 1. książę Suffolk
- 1546–1550: William Paulet, 1. baron St John
- 1550–1553: John Dudley, 1. książę Northumberland
- 1621–1628: Henry Montagu, 1. hrabia Machester
- 1628–1628: James Ley, 1. hrabia Marlborough
- 1628–1631: Edward Conway, 1. wicehrabia Conway
- 1678–1679: Anthony Ashley-Cooper, 1. hrabia Shaftesbury
- 1679–1684: John Robartes, 1. hrabia Radnor
- 1684–1685: Laurence Hyde, 1. hrabia Rochester
- 1685–1685: George Savile, 1. markiz Halifaksu
- 1685–1688: Robert Spencer, 2. hrabia Sunderland
- 1689–1699: Thomas Osborne, 1. książę Leeds
- 1699–1702: Thomas Herbert, 8. hrabia Pembroke
- 1702–1702: Charles Seymour, 6. książę Somersetu
- 1702–1708: Thomas Herbert, 8. hrabia Pembroke
- 1708–1710: John Somers, lord Somers
- 1710–1711: Laurence Hyde, 1. hrabia Rochester
- 1711–1714: John Sheffield, 1. książę Buckingham i Normanby
- 1714–1716: Daniel Finch, 2. hrabia Nottingham
- 1716–1718: William Cavendish, 2. książę Devonshire
- 1718–1719: Charles Spencer, 3. hrabia Sunderland
- 1719–1720: Evelyn Pierrepont, 1. książę Kingston-upon-Hull
- 1720–1721: Charles Townshend, 2. wicehrabia Townshend
- 1721–1725: Henry Boyle, 1. baron Carleton
- 1725–1730: William Cavendish, 2. książę Devonshire
- 1730–1730: Thomas Trevor
- 1730–1742: Spencer Compton, 1. hrabia Wilmington
- 1742–1745: William Stanhope, 1. hrabia Harrington
- 1745–1751: Lionel Sackville, 1. książę Dorset
- 1751–1763: John Carteret, 2. hrabia Granville
- 1763–1765: John Russell, 4. książę Bedford
- 1765–1766: Daniel Finch, 8. hrabia Winchilsea
- 1766–1767: Robert Henley, 1. hrabia Northington
- 1767–1779: Graville Leveson-Gower, 2. hrabia Gower
- 1779–1782: Henry Bathurst, 2. hrabia Bathurst
- 1782–1783: Charles Pratt, 1. baron Camden
- 1783–1783: David Murray, 7. wicehrabia Stormont
- 1783–1784: Graville Leveson-Gower, 2. hrabia Gower
- 1784–1794: Charles Pratt, 1. baron Camden
- 1794–1794: William FitzWilliam, 4. hrabia FitzWilliam
- 1794–1796: David Murray, 2. hrabia Mansfield
- 1796–1801: John Pitt, 2. hrabia Chatham
- 1801–1805: William Cavendish-Bentinck, 3. książę Portland
- 1805–1805: Henry Addington, 1. wicehrabia Sidmouth
- 1805–1806: John Pratt, 2. hrabia Camden
- 1806–1806: William FitzWilliam, 4. hrabia FitzWilliam
- 1806–1807: Henry Addington, 1. wicehrabia Sidmouth
- 1807–1812: John Pratt, 2. hrabia Camden
- 1812–1812: Henry Addington, 1. wicehrabia Sidmouth
- 1812–1827: Dudley Ryder, 1. hrabia Harrowby
- 1827–1828: William Bentinck, 4. książę Portland
- 1828–1830: Henry Bathurst, 3. hrabia Bathurst
- 1830–1834: Henry Petty-Fitzmaurice, 3. markiz Lansdowne
- 1834–1835: James St Clair-Erskine, 2. hrabia Rosslyn
- 1835–1841: Henry Petty-Fitzmaurice, 3. markiz Lansdowne
- 1841–1846: James Stuart-Wortley-Mackenzie, 1. baron Wharncliffe
- 1846–1846: Walter Montagu-Douglas-Scott, 5. książę Buccleuch
- 1846–1852: Henry Petty-Fitzmaurice, 3. markiz Lansdowne
- 1852–1852: William Lowther, 2. hrabia Lonsdale
- 1852–1854: Granville Leveson-Gower, 2. hrabia Granville
- 1854–1855: Lord John Russell
- 1855–1858: Granville Leveson-Gower, 2. hrabia Granville
- 1858–1859: James Gascoyne-Cecil, 2. markiz Salisbury
- 1859–1866: Granville Leveson-Gower, 2. hrabia Granville
- 1866–1867: Richard Temple-Grenville, 3. książę Buckingham i Chandos
- 1867–1868: John Spencer-Churchill, 7. książę Marlborough
- 1868–1873: George Robinson, 2. hrabia Ripon
- 1873–1874: Henry Bruce, 1. baron Aberdare
- 1874–1880: Charles Gordon-Lennox, 6. książę Richmond
- 1880–1883: John Spencer, 5. hrabia Spencer
- 1883–1885: Chichester Parkinson-Fortescue, 1. baron Carlingford
- 1885–1886: Gathorne Hardy, 1. wicehrabia Cranbrook
- 1886–1886: John Spencer, 5. hrabia Spencer
- 1886–1892: Gathorne Hardy, 1. wicehrabia Cranbrook
- 1892–1894: John Wodehouse, 1. hrabia Kimberley
- 1894–1895: Archibald Primrose, 5. hrabia Rosebery
- 1895–1903: Spencer Cavendish, 8. książę Devonshire
- 1903–1905: Charles Vane-Tempest-Stewart, 6. markiz Londonderry
- 1905–1908: Robert Crewe Milnes, 1. hrabia Crewe
- 1908–1908: Edward Marjoribanks, 2. baron Tweedmouth
- 1908–1910: Henry Fowler, 1. wicehrabia Wolverhampton
- 1910–1910: William Lygon, 7. hrabia Beauchamp
- 1910–1914: John Morley, 1. wicehrabia Morley
- 1914–1915: William Lygon, 7. hrabia Beauchamp
- 1915–1916: Robert Crewe-Milnes, 1. markiz Crewe
- 1916–1919: George Curzon, 1. hrabia Curzon
- 1919–1922: Arthur Balfour
- 1922–1924: James Gascoyne-Cecil, 4. markiz Salisbury
- 1924–1924: Charles Cripps, 1. baron Parmoor
- 1924–1925: George Curzon, 1. markiz Curzon
- 1925–1929: Athur Balfour, 1. hrabia Balfour
- 1929–1931: Charles Cripps, 1. baron Parmoor
- 1931–1935: Stanley Baldwin
- 1935–1937: Ramsay MacDonald
- 1937–1938: Edward Wood, 3. wicehrabia Halifaksu
- 1938–1938: Douglas Hogg, 1. wicehrabia Hailsham
- 1938–1939: Walter Runciman, 1. wicehrabia Runciman of Doxford
- 1939–1940: James Stanhope, 7. hrabia Stanhope
- 1940–1940: Neville Chamberlain
- 1940–1943: John Anderson
- 1943–1945: Clement Richard Attlee
- 1945–1945: Frederick Marquis, 1. baron Woolton
- 1945–1951: Herbert Morrison
- 1951–1951: Christopher Addison, 1. wicehrabia Addison
- 1951–1952: Frederick Marquis, 1. baron Woolton
- 1952–1957: Robert Gascoyne-Cecil, 5. markiz Salisbury
- 1957–1957: Alexander Douglas-Home, 14. hrabia Home
- 1957–1959: Quintin Hogg, 2. wicehrabia Hailsham
- 1959–1960: Alexander Douglas-Home, 14. hrabia Home
- 1960–1964: Quintin Hogg, 2. wicehrabia Hailsham
- 1964–1966: Herbert Bowden
- 1966–1968: Richard Crossman
- 1968–1970: Fred Peart
- 1970–1972: William Whitelaw
- 1972–1972: Robert Carr
- 1972–1974: James Prior
- 1974–1976: Edward Short
- 1976–1979: Michael Foot
- 1979–1981: Christopher Soames, baron Soames
- 1981–1982: Francis Pym
- 1982–1983: John Biffen
- 1983–1988: William Whitelaw, 1. wicehrabia Whitelaw
- 1988–1989: John Wakeham
- 1989–1990: Geoffrey Howe
- 1990–1992: John MacGregor
- 1992–1997: Tony Newton
- 1997–1998: Ann Taylor
- 1998–2001: Margaret Beckett
- 2001–2003: Robin Cook
- 2003–2003: John Reid
- 2003–2003: Gareth Williams, baron Williams of Mostyn
- 2003–2007: Valerie Amos, baronowa Amos
- 2007–2008: Catherine Ashton, baronowa Ashton of Upholland
- 2008–2009: Janet Royall, baronowa Royall of Blaisdon
- 2009–2010: Peter Mandelson, baron Mandelson of Foy and Hartlepool
- 2010–2015: Nick Clegg
- 2015–2016: Chris Grayling
- 2016–2017: David Lidington
- 2017–2019: Andrea Leadsom
- 2019–2019: Mel Stride
- 2019–2022: Jacob Rees-Mogg
- 2022–2022: Mark Spencer(inne języki)
- 2022–2024: Penny Mordaunt
- 2024–nadal: Lucy Powell